# Leptoperla cacuminis
Leptoperla cacuminis is een steenvlieg uit de familie Gripopterygidae. De wetenschappelijke naam van de soort is voor het eerst geldig gepubliceerd in 1974 door Hynes.
De soort komt voor in Australië. Op de Rode Lijst van de IUCN staat de soort als kwetsbaar gekwalificeerd.